# Aircrash Confidential
Aircrash Confidential (también conocido como Air Crash Confidential y en español como Desastres aéreos) es una serie de televisión producida por WMR Productions e IMG Entertainment. El programa presenta desastres aéreos de todo el mundo. Aircrash Confidential se emitió en Discovery Channel en el Reino Unido y en Discovery Australia en Australia.
En 2019, la tercera temporada de la serie se emitió en el canal estadounidense Reelz.

## Episodios
| Temporada | Temporada | Episodios | Episodios | Emisión original      | Emisión original      |
| Temporada | Temporada | Episodios | Episodios | Primera emisión       | Última emisión        |
| --------- | --------- | --------- | --------- | --------------------- | --------------------- |
|           | 1         | 6         | 6         | 17 de enero de 2011   | 21 de febrero de 2011 |
|           | 2         | 6         | 6         | 20 de febrero de 2012 | 18 de marzo de 2012   |
|           | 3         | 6         | 6         | 16 de julio de 2018   | 20 de agosto de 2018  |